# Puccinellia borealis
Puccinellia borealis là một loài thực vật có hoa trong họ Hòa thảo. Loài này được Swallen miêu tả khoa học đầu tiên năm 1944.